# Henning Schreiber (Afrikanist)
Henning Schreiber (* 24. Mai 1973 in Wasserlos) ist ein deutscher Afrikanist.

## Leben
Von 2000 bis 2003 war er wissenschaftlicher Mitarbeiter; DFG-Sonderforschungsbereich „Kulturentwicklung und Sprachgeschichte im Naturraum Westafrikanische Savanne“. Von 2003 bis 2004 war er wissenschaftlicher Mitarbeiter; DFG-Forschungsprojekt: „Vergleichende Untersuchungen zur diachronen Stratifizierung des Sprachkontakts in der Sahel- und Sudanzone. Das Wortgut und seine räumliche Verteilung des Mande, Tschadischen, Kuschitischen, Omotischen und Nilotischen“. Von 2005 bis 2009 war er wissenschaftlicher Mitarbeiter und Akademischer Rat der Goethe-Universität, Institut für Afrikanische Linguistik. Von 2009 bis 2015 lehrte er als Juniorprofessor für Afrikanische Linguistik der Universität Hamburg. Seit 2016 ist er Professor für Afrikanische Linguistik, Forschungsschwerpunkt: „Afrikanische Sprachen im Kontext“, in Hamburg.
Seine Forschungsschwerpunkte sind Sprachkontakt und kontaktbedingte Variation, Soziolinguistik und Theorie sozialer Netzwerke, Sprachdokumentation und Korpuslinguistik, Sprachrekonstruktion, Sprachklassifikation, Mande und verwandte westafrikanische Sprachen und Nigeria, Burkina Faso, Gambia, Mali.

## Schriften (Auswahl)
- Eine historische Phonologie der Niger-Volta-Sprachen. Ein Beitrag zur Erforschung der Sprachgeschichte der östlichen Ost-Mandesprachen. Köln 2000, ISBN 978-3-89645-076-0.